# Фесенко, Екатерина Алексеевна
Екатери́на Алексе́евна Фесе́нко (в замужестве — Грунь, 10 августа 1958, Краснодар, РСФСР, СССР) — советская легкоатлетка, чемпионка мира в беге на 400 метров с барьерами. Заслуженный мастер спорта СССР (1983).

## Карьера
Начала заниматься лёгкой атлетикой в 13 лет у тренера Афанасия Александровича Калюжного. В 1978 году стала тренироваться под руководством заслуженного тренера РСФСР Анатолия Михайловича Никитина.
На чемпионате Европы 1982 года Екатерина сумела пробиться в финал, однако там заняла 7-е место. В следующем году на чемпионате мира Фесенко выиграла золотую медаль. Она опередила мировую рекордсменку Анну Амбразене на 0,03 секунды.
Также в 1983 году Екатерина стала победителем Универсиады на дистанции 400 метров с барьерами.